# م

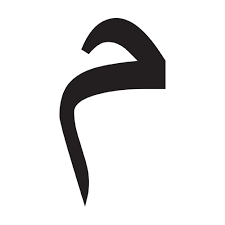
حرف م

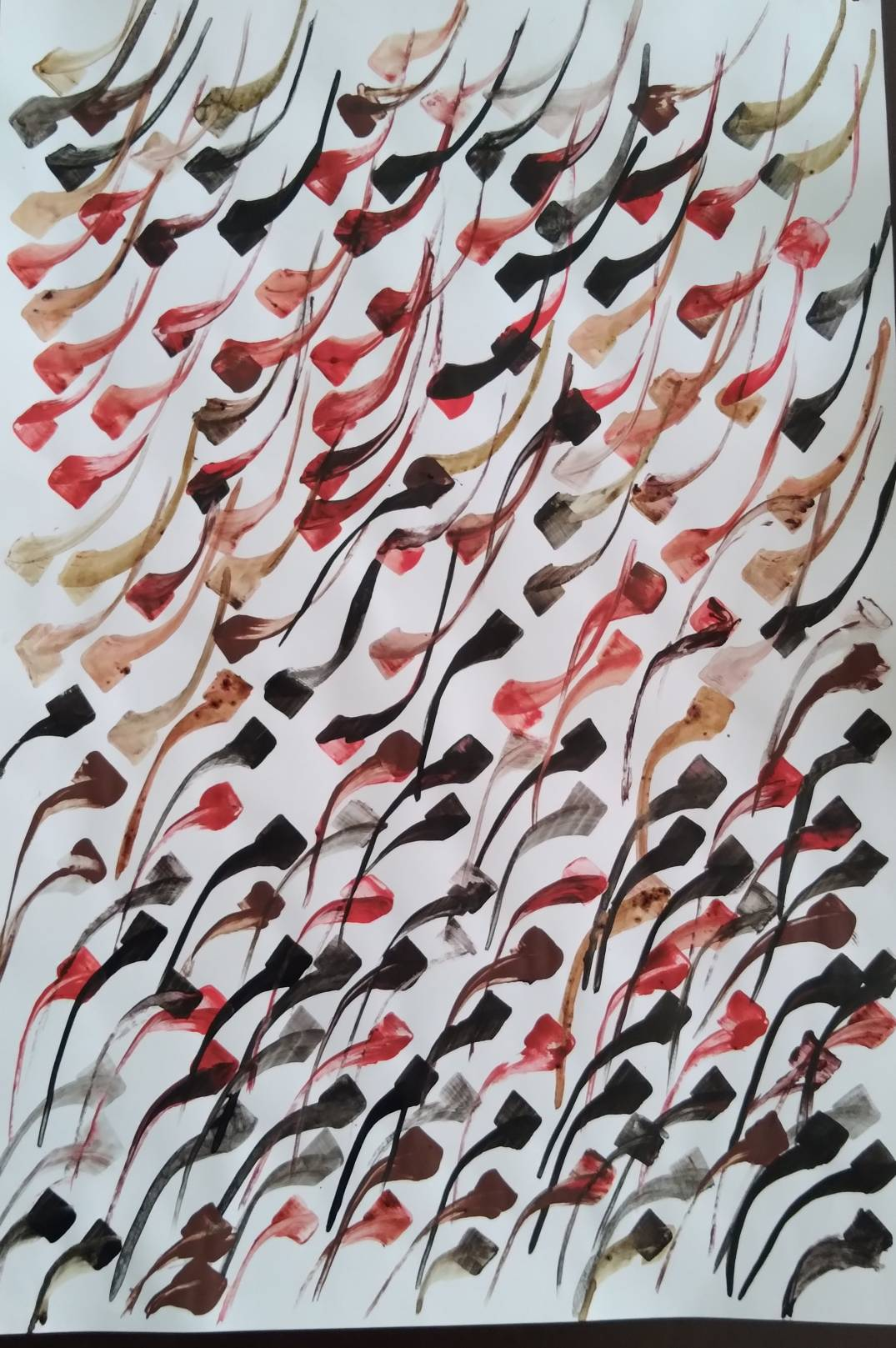
نقاشیخط حرف م به خط نستعلیق

م حرف بیست‌وهشتم در فهرست الفبای فارسی (میم)، حرف بیست و چهارم در الفبای عربی (میم) و سیزدهمین حرف از حروف الفبای عبری (مِم מ).
از حرف «ر» برای حالت منفی فعل امری استفاده می‌شود؛ به جای حرف ن و البته، این جایگزینی بیشتر در شعر انجام می‌شود؛ مانند میازار به جای نیازار و مخور به جای نخور، مریز به‌جای نریز. در کتاب فرهنگ واژه‌های اوستا این حرف یعنی م جزو واژه‌های اوستای است. [۱]